# Neobisium davidbengurioni
Neobisium davidbengurioni är en spindeldjursart som beskrevs av Bozidar P.M. Curcic och Dimitrijevic 2004. Neobisium davidbengurioni ingår i släktet Neobisium och familjen helplåtklokrypare. Inga underarter finns listade i Catalogue of Life.